# Панкратий (Дубас)
Епи́скоп Панкра́тий (в миру Пётр Алексеевич Дубас; род. 12 июля 1955, Гологоры, Львовская область) — архиерей Константинопольской Православной Церкви на покое, епископ Скопельский, бывший викарий Мексиканской митрополии, ответственный за украинско- и прочие славяно-язычные общины Мексиканской митрополии (2012—2022).

## Биография
Родился 12 июля 1955 года в селе Гологоры Золочевского района Львоской области в семье Алексея и Анны Дубас. Крещён и миропомазан в сельском храме Георгия Победоносца.
В 1973—1975 годах проходил срочную службу в советской армии. По возвращении в Гологоры служил певчим в Георгиевском храме.
В 1983 году по рекомендации протоиерея Ярослава Савчука поступил в Ленинградскую духовную семинарию, которую окончил в 1987 году. С 1987 по 1991 год продолжил учёбу в Ленинградской духовной академии.
По окончании духовной академии, учёным советом Духовной академии направил его в распоряжение митрополита Киевского Филарета (Денисенко), который на тот момент ещё был архиереем Московского Патриарахата. Указом митрополита Филарета определён быть преподавателем в Волынской духовной семинарии, располагавшейся в Луцке. Затем был назначен преподавателем церковно-славянского языка, смотрителем библиотеки, и назначен помощником проректора семинарии указом епископа Луцкого Варфоломея (Ващука), ректора семинарии.
3 августа 1993 года прибыл в США по приглашению епископа Скопельского Всеволода (Майданского), предстоятеля Украинской Православной Церкви в Америке, находившейся в составе Константинопольского патриархата.
5 августа того же года в Преображенской греческой православной церкви в Нью-Йорке епископом Дорилейским Афинагором (Анастасиадисом), викарием греческой Американской архиепископии был пострижен в монашество с именем Панкратий в честь священномученика Панкратия Тавроменийского.
12 декабря того же года в украинской православной церкви Покрова Пресвятой Богородицы в Бриджпорте, штат Коннектикут, епископом Всеволодом (Майданским) был рукоположён в сан иеродиакона.
19 декабря того же года в украинском православном храме Всех святых в Нью-Йорке епископом Всеволодом (Майданским) был рукоположён в сан иеромонаха, с определением в клир данного храма.
2 октября 1994 года в украинском храме святого Иоанна Сучавского в Виннипеге, провинции Манитоба, Канада, епископом Всеволодом (Майданским) был возведён в сан игумена.
В 1995—1997 годы преподавал пастырское богословие в Украинской православной семинарии Святой Софии в Саут-Баунд-Бруке, штат Нью-Джерси.
28 июля 1996 года в Покровской украинской православной церкви в городе Аллентауне, штат Пенсильвания, епископом Всеволодом был возведён в сан архимандрита.
В ноябре 1996 года вместе со всей УПЦА вошёл в состав УПЦ в США.
1 марта 1997 назначен приходским священником в украинском Владимирском соборе в Чикаго. Прослужил там до 2012 года.
11 июля 2012 года решением Священного Синода Константинопольской православной церкви был избран епископом Скопельским, викарием Мексиканской митрополии.
8 сентября того же года в Софийском греческом кафедральном соборе Мехико рукоположён во епископа Скопельского, викария Мексиканской митрополии. Хиротонию совершили: митрополит Мексиканский Афинагор (Анастасиадис), архиепископ Иерапольский Антоний (Щерба) и архиепископ Мексиканский Алексий (Пачеко-и-Вера) (Православная Церковь в Америке), епископ Памфильский Даниил (Зелинский).
3 октября 2022 года решением Священного Синода Константинопольской православной церкви уволен на покой.